# D' Katīgoria
La D' Katīgoria (in greco Δ' κατηγορία ποδοσφαίρου ανδρών Κύπρου, cioè Categoria D del calcio maschile di Cipro) è stata la quarta categoria per importanza del campionato cipriota di calcio; era una lega semi-professionistica.

## Struttura
Le squadre partecipanti erano 14: si incontrano tra di loro in partite di andata e ritorno, per un totale di 26 gare. Le prime tre squadre classificate sono promosse in G' Katīgoria, le ultime quattro sono retrocesse nelle leghe dilettantistiche regionali.

## Storia
La lega fu fondata il 23 giugno 1985. Il primo campionato di quarta divisione partì nel 1985-1986; fino al 1992-1993 era diviso in gironi regionali (quasi sempre 3, con l'eccezione della stagione 1988-1989 quando i gironi furono 4). Dal 1993-1994 ha assunto la sua struttura finale. Al termine della stagione 2014-2015 il campionato fu chiuso.